# Fitland
Fitland is een Nederlandse keten van fitnesscentra, verspreid over heel Nederland. Het hoofdkantoor is gevestigd in Mill, in de provincie Noord-Brabant. Per 1 juli 2019 zijn 32 vestigingen overgegaan naar Basic-Fit. De clubs Mill, Goes, Gemert en Sittard zijn Fitland gebleven maar vallen niet meer onder de Fitland Groep.

## Geschiedenis
Fitland is in 1984 opgericht door de ondernemer Maarten van Kempen en opende dat jaar voor het eerst een sportschool in Mill. In 1991 verhuisde het bedrijf naar de huidige locatie en groeide uit tot een uitgebreid complex met een sport- en evenementencentrum. Een tweede vestiging opende in 1995 in het naburige Gemert en er volgden later nog een aantal openingen in de provincies Noord-Brabant en Limburg.
In 2013 werden er een aantal nieuwe vestigingen geopend onder de formule 'Fitland XL'. Dit betekende ook de eerste uitbreiding naar de Randstad (Level in Leiden). Deze grote locaties zijn behalve van sportfaciliteiten ook voorzien van kuuroorden, congrescentra, evenementenhallen, hotels en restaurants. Op sommige locaties, waaronder in Leiden, Mill en Sittard, is een samenwerking aangegaan met regionale opleidingencentra en verzorgt het nu ook onderwijsfaciliteiten, onder andere van CIOS.
Fitland Groep werd in 2010 hoofdsponsor van de betaaldvoetbalclub Fortuna Sittard. In 2013 kocht het bedrijf het stadion van Fortuna. De Fitland-groep heeft medio 2014 19 Achmea Health Centers overgenomen en omgebouwd tot Fitland Sportcentra.